# 1991 EY3
1991 EY3 är en asteroid i huvudbältet som upptäcktes den 12 mars 1991 av den belgiske astronomen Henri Debehogne vid La Silla-observatoriet.
Asteroiden har en diameter på ungefär 12 kilometer.